# Léon Foucault
Jean Bernard Léon Foucault (Parijs, 18 september 1819 – aldaar, 11 februari 1868) was een Franse natuurkundige.
Foucault werd vooral bekend door de slinger van Foucault, een instrument waarmee hij de draaiing van de Aarde kon aantonen. Hij deed ook een van de eerste accurate metingen van de lichtsnelheid, verklaarde in 1851 het principe van de gyroscoop, ontdekte de kracht van wervelstromen, die ook wel foucaultstromen worden genoemd, en ontwikkelde een manier om met behulp van een mes de vormnauwkeurigheid van spiegels te controleren. Dat kunnen zowel parabolische als sferische spiegels zijn. Deze 'mesproef van Foucault' wordt gebruikt bij het vervaardigen van spiegeltelescopen.
Er is een krater op de Maan naar hem genoemd, de Foucaultkrater. Foucault kreeg in 1855 de Copley Medal en is een van de 72 Fransen van wie namen op de Eiffeltoren zijn aangebracht.
- Bibsys: 3116606
- Biblioteca Nacional de España: XX1577132
- Bibliothèque nationale de France: cb12449119t (data)
- Stuttgart Database of Scientific Illustrators 1450–1950: 1380
- Gemeinsame Normdatei: 119019310
- International Standard Name Identifier: 0000 0001 1069 186X
- Library of Congress Control Number: n82020206
- Bibliotheek van het Japanse parlement: 01018690
- Nationale Bibliotheek van Tsjechië: jn20040226020
- Nationale Bibliotheek van Israël: 987007274918405171
- Nationale Bibliotheek van Polen: a0000002047374
- Nederlandse Thesaurus van Auteursnamen: 071552928
- PIC: 268523
- RKD-Nederlands Instituut voor Kunstgeschiedenis: 390393
- Istituto Centrale per il Catalogo Unico: GEAV089711
- LIBRIS: 267428
- SNAC: w6004027
- Système universitaire de documentation: 033644322
- Union List of Artist Names: 500334685
- Virtual International Authority File: 69024801
- WorldCat: E39PBJwRTVfTp8djpDcXBTFFrq